# 比利·加德爾
比利·加德爾（英語：Billy Gardell，1969年8月20日—）是美國的一位喜劇演員、演員、遊戲節目主持人和配音演員。他從1989年開始踏入演藝事業，曾經出演電視劇邁克和茉莉。